# Charles Louis François de Paule de Barentin
Charles Louis François de Paule de Barentin (Parigi, 1º luglio 1738 – Parigi, 30 maggio 1819) è stato un politico francese, guardasigilli dalla fine del regno di Luigi XVI.

## Sotto l'Ancien régime
Membro di una celebre famiglia di nobili, consigliere, poi avvocato generale al Parlamento di Parigi (dal 1757 al 1775), presidente della Cour des Aides (dal 1775 al 1788). Nel 1787, Charles Louis François de Paule de Barentin ssostiene Charles Alexandre de Calonne nei suoi progetti concernenti la restaurazione delle finanze dall'Assemblée des notables. Egli mostra ostentatamente il suo malcontento concernente la convocazione degli stati generali, opta piuttosto per un accordo con i parlamenti. Apprezza molto poco Jacques Necker, si oppone a quest'ultimo sulla questione del raddoppiamento del Terzo stato agli Stati generali, ciò gli valse di divenire il cibo dei partigiani del cambiamento politico in Francia. Egli diviene il 14 settembre 1788, guardasigilli al posto di Chrétien François de Lamoignon de Basville. Nella stessa data, egli ristabilisce ai parlamenti i loro antichi poteri, cosa che fece dire a René Nicolas de Maupeou parlando di Luigi XVI «Egli è fregato». In questo posto egli fece rispettare la libertà di voto e si oppose al fatto che certi alti personaggi siano deputati di diritto. Prudente e preveggente, egli avrebbe desiderato che la riunione degli stati generali avesse luogo a Soissons, poiché Luigi XVI di Francia alloggiava a Compiègne.

## Sotto la Rivoluzione
Dall'apertura degli stati generali, il 5 maggio 1789, dopo che il re ebbe finito il suo discorso, Charles Louis François de Paule de Barentin spinge i deputati a rifiutare «le innovazioni pericolose che i nemici del bene pubblico vorrebbero confondere con i cambiamenti felici necessari che devono portare alla rigenerazione, come prima vista di Sua Maestà». Giudicato a torto come fosse il principale responsabile della cacciata di Jacques Necker, egli viene rimosso dalla sua carica dal re il 15 luglio 1789. Nel mese di novembre 1789, è accusato di crimine di lesa-nazione, che significa, di avere ordito un complotto contro la capitale, ma il tribunale di Châtelet lo scagione, ciò fa dire ai Parigini che questa giurisdizione è «la bacinella della regina». Emigra poco dopo in Italia dove Charles Louis François de Paule de Barentin attende Luigi XVI a Montmédy, ma il re non passa Varennes. Passò la maggior parte della sua emigrazione in Inghilterra.

## Sotto la Restaurazione
Al ritorno di Luigi XVIII di Francia, egli seguì il sovrano che lo fece cancelliere onorario.